# NGC 4814
NGC 4814 ist eine 11,7 mag helle Spiralgalaxie vom Hubble-Typ Sb pec im Sternbild Großer Bär, die etwa 117 Millionen Lichtjahre von der Milchstraße entfernt ist.
Sie wurde am 17. März 1790 von Wilhelm Herschel mit einem 18,7-Zoll-Spiegelteleskop entdeckt, der sie dabei mit „cB, S, R, gbM“ beschrieb.